# Minnehaha (Schiff, 1900)
Die Minnehaha war ein 1900 in Dienst gestelltes Passagierschiff der US-amerikanischen Reederei Atlantic Transport Line, das für den transatlantischen Passagierverkehr gebaut wurde und Passagiere und Fracht zwischen London und New York transportierte. Sie führte insgesamt 133 Atlantiküberquerungen durch, bis sie am 7. September 1917 an der südirischen Küste von einem deutschen U-Boot versenkt wurde.

## Das Schiff
Das aus Stahl gebaute 13.443 BRT große Dampfschiff Minnehaha wurde auf der Werft Harland & Wolff im nordirischen Belfast gebaut und lief dort am 13. März 1900 vom Stapel. Sie war das mittlere von drei Schwesterschiffen, die alle bei Harland & Wolff entstanden und um die 13.000 BRT maßen. Die anderen waren die Minneapolis (1900) und die Minnetonka (I) (1902).
Der amerikanische Schiffsmagnat Bernard N. Baker (1854–1918), der Gründer der Atlantic Transport Line, wollte mit diesen neuen Schiffen vom nordatlantischen Handelsverkehr profitieren, der Ende des 19. Jahrhunderts immer mehr expandierte. Die drei Schiffe gehörten zu den populärsten in der Geschichte der Reederei. In einer 1923 veröffentlichten Broschüre der Atlantic Transport Line wurde behauptet, dass „kaum ein anderes Schiff eine treuere Anhängerschaft hatte“ und noch 1947 wurden sie in der New York Times als „möglicherweise die beliebtesten Schiffe in der Geschichte der Atlantikschifffahrt“ beschrieben.
Die 183 Meter lange und 19,93 Meter breite Minnehaha hatte einen Schornstein, zwei Masten und wurde von zwei vierzylindrigen Vierfachexpansions-Dampfmaschinen angetrieben, die auf zwei Propeller liefen und 1227 nominale Pferdestärken leisteten. Sie wurde als Passagier- und Frachtschiff mit Platz für 250 Passagiere der Ersten Klasse entworfen. Sie hatte vier Decks und war mit Elektrizität und Kühleinrichtungen zum Transport verderblicher Lebensmittel ausgestattet. Ihr Bau kostete nach damaligem Geldwert 292.000 Pfund Sterling bzw. 1.419.120 US-Dollar. Die Minnehaha und ihre Schwesterschiffe verfügten über eine Anzahl privater Luxussuiten, die von jeweils einem persönlichen Steward betreut wurden. Diese Suiten waren so gefragt, dass 1907 auf jedem Schiff zwei weitere hinzugefügt wurden.

## Geschichte
Am 7. Juli 1900 lief sie in Belfast zu ihrer Jungfernfahrt nach London und New York aus. Am 11. August 1900 legte sie erstmals in London nach York ab. Ihr erster Kapitän war von 1900 bis 1907 John Robinson. Ihm folgte Sydney Layland. Als sie am 18. September 1900 in den New Yorker Hafen einfuhr, kollidierte sie im North River mit dem Schlepper American der New York Harbor Towing Company. Die American sank und zwei ihrer Besatzungsmitglieder kamen um. Im Oktober 1900 reiste Mark Twain an Bord der Minnehaha nach New York. Im April 1902 wurde eine Funkanlage installiert und die Minnehaha erhielt den Rufnamen MMA. Sie und ihre Schwesterschiffe gehörten zu den ersten Schiffen, die mit drahtlosem Funk ausgestattet wurden. 1903 fertigte der amerikanische Marinemaler Antonio Jacobsen ein Ölbild des Schiffs an.
Am 27. Dezember 1904 wurde sie in Gravesend vor Anker liegend am Heck von dem Dampfer John Sanderson gerammt und im Oktober 1906 stieß sie im New York Hafen im Nebel mit der Etruria der Cunard Line zusammen. Die Etruria trug ein größeres Loch an der Backbordseite davon, das aber über der Wasserlinie lag. Mehrere Rettungsboote der Minnehaha wurden zu Wasser gelassen, um zu helfen, aber schnell wieder zurückbeordert, als klar wurde, dass keines der beiden Schiffe sank. Im Januar 1907 verlor sie einen ihrer Propeller und musste ihre Fahrt mit nur einem fortsetzen. Am 17. April 1909 lief sie im Gedney Channel vor New York auf Grund und kam am folgenden Tag wieder frei.
Am 18. April 1910 lief die Minnehaha bei der Insel Bryher (Scilly-Inseln) in dichtem Nebel mit 235 Menschen und 8000 Tonnen Fracht an Bord erneut auf Grund. Es war fast die gleiche Position, an der im Januar 1874 ein anderes Schiff namens Minnehaha verunglückt war. Sie konnte erst am 13. Mai von zwei Schleppern von den Felsen gezogen werden und wurde in Southampton repariert. Am 27. Oktober 1910 war sie wieder im Dienst.
Im Jahr 1915 wurden neue Kessel eingebaut. Nach Ausbruch des Ersten Weltkriegs wurde der Dampfer im Gegensatz zu seinen Schwesterschiffen nicht als Truppentransporter verwendet, sondern blieb im regulären Passagierverkehr auf der Route London–New York unter dem Kommando von Kapitän Frank H. Claret. Die Passagierzahlen gingen jedoch stark zurück. Das Schiff transportierte während des Kriegs Waffen, Munition, Fahrzeuge, Dynamit und andere explosive Waren, die für den Kriegseinsatz in Europa gedacht waren. Im Juli 1915 explodierte wenige Tage nach dem Auslaufen aus New York eine Bombe in Lagerraum Nr. 3 auf dem Orlopdeck. In dem Lagerraum war lediglich gewöhnliche Fracht verstaut, sodass die Explosion das mitgeführte Dynamit nicht entzündete. Es gab keinen Personenschaden, aber der ausgelöste Brand konnte erst nach zwei Tagen gelöscht werden. Es wurde angenommen, dass der Deutsch-Amerikaner Erich Münter hinter der Tat stand.
Am 19. September 1915 war die Minnehaha unter dem Kommando von Kapitän Claret unter den Schiffen, die dem auf dem Nordatlantik in Flammen aufgegangenen griechischen Passagierdampfer Athinai zu Hilfe kamen und bei der Rettung der Passagiere halfen.

## Versenkung
Am 7. September 1917 befand sich die Minnehaha mit 153 Besatzungsmitgliedern auf einer weiteren Fahrt von London nach New York. Passagiere waren auf dieser Fahrt nicht an Bord. Das Schiff fuhr in einem Geleitzug. Die Ladung auf dieser Fahrt bestand ausschließlich aus Schafen, Kanarienvögeln und Pferden, darunter das englische Rennpferd Maiden Ehrlergh, das kurz zuvor in der für seine Pferderennen bekannten Stadt Newmarket an einen Amerikaner verkauft worden war und dessen Wert auf 80.000 US-Dollar geschätzt wurde.
Zwölf Seemeilen südöstlich vom Fastnet-Felsen an der Südküste Irlands schoss das deutsche U-Boot U 48 unter dem Kommando von Kapitänleutnant Karl Edeling drei Torpedos auf den Konvoi und traf drei verschiedene Schiffe, darunter die Minnehaha. Das Schiff sank in vier Minuten. In der kurzen Zeit konnten keine Rettungsboote zu Wasser gelassen werden und der Notruf, den der Funker absetzen wollte, brach in der Mitte ab, als der Funkraum unter Wasser geriet.
43 Besatzungsmitglieder kamen ums Leben, darunter zwölf Offiziere. Kapitän Claret überlebte und wurde von der Crew für den Einsatz zur Rettung seiner Mannschaft besonders hervorgehoben. Er war mehrmals ins Wasser gesprungen, um verletzten oder geschwächten Besatzungsmitgliedern zu helfen und sie auf eines der Flöße zu bringen. Die Minnehaha war das größte von U 48 versenkte Schiff und die 110 Überlebenden waren die 100. Schiffscrew, die im Ersten Weltkrieg in der Bantry Bay landete. Frank Claret wurde für seinen Einsatz am 7. Juni 1918 mit dem Order of the British Empire ausgezeichnet.
Das Wrack der Minnehaha liegt zwölf Seemeilen südöstlich vom Fastnet-Felsen bzw. zehn Seemeilen südlich des Leuchtfeuers Baltimore Beacon auf der Position 51° 17′ 49″ N, 9° 17′ 53″ W in 80 bis 90 Metern Tiefe. Es liegt auf ebenem Kiel und ist noch weitestgehend intakt.